# Ray-Ban Wayfarer
Pour les articles homonymes, voir Wayfarer.

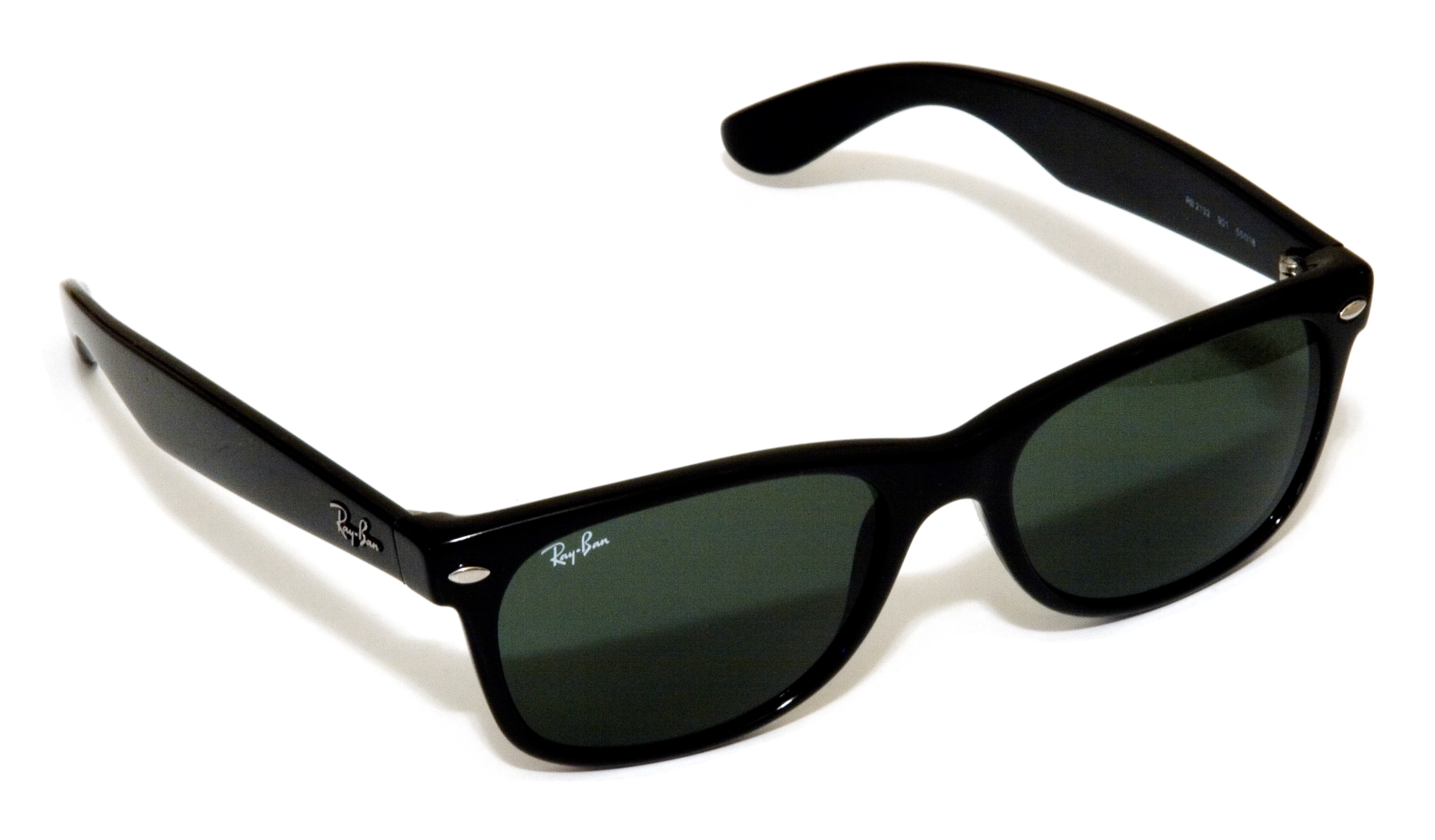
New Wayfarer.

La Wayfarer est une paire de lunettes de soleil fabriquée par Ray-Ban, depuis 1952. Leur conception pour les pilotes de l'aéronavale constitue une rupture par rapport aux lunettes en métal Aviator qui les précédaient. 

## Fabrication et modèles
Les Wayfarer ont été dessinées en 1952 par Raymond Stegeman, de la société d'optique Bausch & Lomb, en augmentant la hauteur de verre d'un modèle de lunettes d'homme en écaille assez répandu aux USA. Elles sont en résine noire uniforme ou imitant l'écaille de tortue brune, ou plus rarement jaune.
Les verres Bausch & Lomb G-15 anti-éblouissants, particulièrement efficaces contre  les ultra-violets, ont été créés pour l'aéronavale américaine à la demande du lieutenant John MacCready, alors qu'il existait déjà depuis 1933 le modèle Aviator en dotation dans l'Armée de l'air américaine et commercialisé depuis 1936. Ces verres ont été conçus spécialement pour être neutres, c'est-à-dire ne pas déformer les couleurs. Ils sont marqués B&L à partir de 1975 avec un outil spécial, au laser vers 1990.
À partir de 1984, les inserts métalliques en forme de fuseaux, qui tiennent les charnières du côté des branches, sont remplacés par des logos chromés Ray-Ban.
La taille la plus courante pour les lunettes de soleil est 5024, avec des verres de 50 mm et un pontet de 24 mm, puis 5022, avec un pontet de 22 mm.
Les lunettes Wayfarer sont fabriquées aux USA et marquées B&L RAY-BAN USA sur l'intérieur de la branche droite, puis en Italie après la vente en 1999 de la firme Ray-Ban par Bausch & Lomb au groupe de luxe italien Luxottica S.p.A. pour 640 million de livres. 
En 2001, Ray-Ban propose un nouveau dessin, la New Wayfarer référence RB2132, avec des montures moins épaisses et des contours moins anguleux.

## Succès commercial
Les Wayfarer deviennent populaires dans les années 1950 et 1960, en particulier après avoir été portées par le chanteur de folk Bob Dylan, de blues Ray Charles, par Lou Reed, puis par Audrey Hepburn en 1961 dans le film Diamants sur canapé. 
La vogue de ces lunettes de soleil avait décliné dans les années 1970, mais elles firent leur retour au milieu de années 1980 grâce à de nombreux placements-produit dans des films comme The Blues Brothers en 1980, Risky Business en 1983, Jack Nicholson, Deux flics à Miami en 1986), Corey Feldman en 1989 lors de la remise des Oscars. Elles déclinèrent à nouveau dans les années 1990 puis firent encore un retour à la fin des années 2000.
Les lunettes noires wayfarers sont aussi portées par des musiciens aussi célèbres que variés comme Michael Jackson, George Michael, Billy Joel, Madonna, Depeche Mode, Elvis Costello, Queen, Eminem etc.